# Lukjan Maksimovič Maksimov
Lukjan Maksimovič Maksimov (rusky Лукьян Максимович Максимов, zemřel 6. května 1708 Čerkassk Ruské carství) byl ataman donských kozáků v letech 1697-1708.

## Život
Doba jeho atamanské vlády připadla na období cara Petra I. Velikého, který usilovně bojoval proti samosprávě donských kozáků. Maksimovovi se nějakou dobu dařilo nacházet kompromis mezi ambicemi ruského cara a nespokojeností donských kozáků. Ale v roce 1707 vypuklo Bulavinovo povstání. Maksimov poznal nemožnost kozáckého vítězství a proto zachoval loajalitu carovi a postavil se v čelo proruských donských kozáků. Nejdříve byl úspěšný. Shromáždil oddíl donských kozáků a Kalmyků a na řece Ajdar, nedaleko Zakotnoje, se střetl s povstalci vedenými bachmutským setníkem Kondratijem Bulavinem. Povstalci pod rouškou noci uprchli a atamanovi Maksimovi se podařilo zajmout 230 vzbouřenců, některé z nich nechal popravit a ostatní zmrzačit.
Za to, že odrazil povstalce a donutil Bulavina uprchnout do Záporožské Síče mu byl přiznán „panovnický plat“ ve výši 10 tis. rublů. Ale pak se k němu štěstí obrátilo a při jarním obléhání Čerkassku byl zajat Bulavinovými vzbouřenci a dne 6. května 1708 byl popraven.